# 두만강역
두만강역(豆滿江驛)은 라선시에 있는 두만강선의 철도역이다.

## 상세
2013년 9월 13일, 라진 - 하산 구간의 철도 개보수 공사가 끝났다. 이 공사는 표준궤의 낡은 철도를 러시아의 광궤 열차가 달릴 수 있게 4선궤로 교체하는 것으로, 약 90억루블이 투입되었다. 러시아 연해주 하산시에서 출발한 열차가 두만강역에 도착하는 시험운행을 하고, 두만강역에서 기념식을 개최했다. 이로써 부산에서 모스크바까지의 철도 연결사업이 완료되었다.
2018년에는 남북 공동조사단이 이역에서 조사를 마무리하였다.
북한은 두만강역을 통해서 러시아로부터 물물교역, 관광객, 군용 물자 등 교류를 지속하고 있다.

## 노선
- 두만강선
- 홍의선

## 같이 보기
- 남북철도 연결사업
- 조선-러시아 우정의 다리
- 시베리아횡단철도
- 몽골횡단철도
- 중국횡단철도